# Trachelipus ater
Trachelipus ater is een pissebed uit de familie Trachelipodidae. De wetenschappelijke naam van de soort is voor het eerst geldig gepubliceerd in 1896 door Gustav Budde-Lund.